# Prossima fermata Wonderland
Prossima fermata Wonderland (Next Stop Wonderland) è un film del 1998 diretto da Brad Anderson.